# Jelle van Doornik
Jelle van Doornik (Barradeel, 17 december 1946) is een Nederlands regisseur die bij de NCRV verschillende tv-series, films en documentaires heeft geregisseerd.
Hij studeerde Nederlandse Taal en Letterkunde aan de Universiteit van Amsterdam en heeft daarna de Nederlandse Film en Televisie Academie (NFTA) doorlopen. 
Van 2001-2012 was hij studieleider regie aan de NFTA.

## Filmografie
Geregisseerde televisieseries zijn o.a.:
- De Grote Klok
- Kanaal 13
- Switch
- Help
- Coverstory
- Zebra

Geregisseerde televisiefilms zijn o.a.:
- Hoogvlieger
- Lievelingskind
- Mon Amour
- Achttien